# Joyce Castle
Joyce Castle, nata Lillian Joyce Malicky (Beaumont, 17 gennaio 1939), è un mezzosoprano statunitense, con una carriera attiva nell'opera negli ultimi quattro decenni.

## Biografia
Si è laureata in musica presso l'Università del Kansas e la Eastman School of Music. Ha fatto il suo debutto operistico professionale nel 1970 alla San Francisco Opera come Siebel nel Faust di Charles Gounod. Nel 1984 è diventata la prima donna a interpretare Mrs. Lovett in una produzione operistica di Sweeney Todd alla Houston Grand Opera. Due anni più tardi Harold Prince la dirige nuovamente, questa volta nel Candide alla New York City Opera; ha inciso il ruolo della Vecchia Signora anche su disco, vincendo il Grammy Award per la miglior incisione discografica di un'opera lirica nel 1987.
Ha trascorso sette anni esibendosi con compagnie d'opera in Francia durante gli anni '70, dopodiché la sua carriera e si è principalmente svolta esibendosi con compagnie d'opera in tutti gli Stati Uniti. Ha cantato ruoli da protagonista al Metropolitan Opera per nove stagioni ed è apparsa spesso anche alla New York City Opera. Nel 1996 è stata una "bravissima" Madame de la Haltière nella Cendrillon al Teatro Regio di Torino La sua carriera è stata descritta in dettaglio nel numero di giugno 2010 di Opera News. Attualmente insegna alla facoltà di canto dell'Università del Kansas.